# Lijst van onderscheidingen van Napoleon I
Napoleon I, Eerste Consul en later Keizer der Fransen en Koning van Italië was een van de meest gedecoreerde personen van zijn tijd. Zijn Britse tegenspelers George III van het Verenigd Koninkrijk, Admiraal Nelson en de Hertog van Wellington bezaten minder orden. De Britse vorst accepteerde geen vreemde ridderorden.

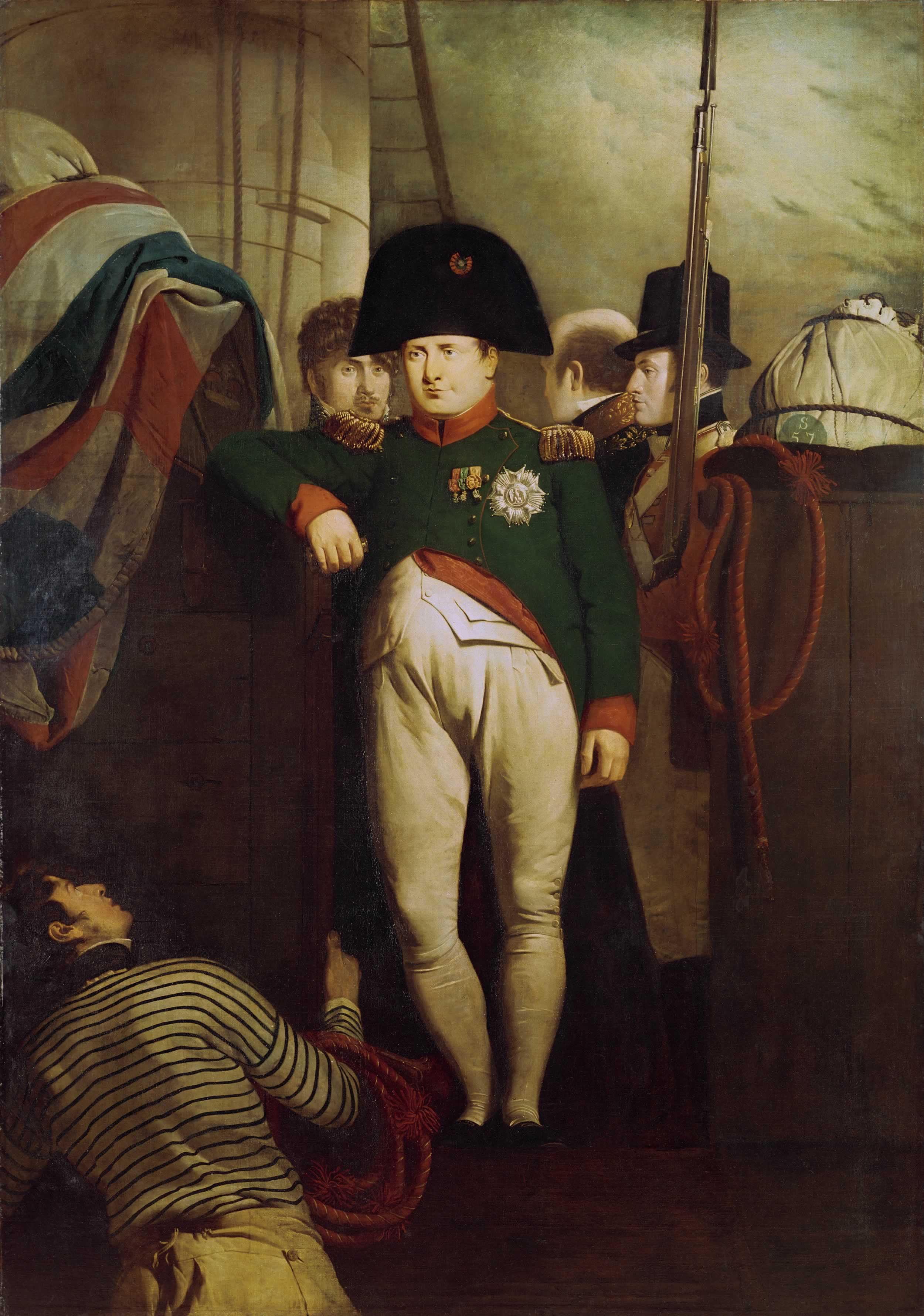
Napoleon aan boord van HMS Bellerophon op weg naar Sint-Helena

In de jaren tussen 1805 en 1811 stond Napoleon op het toppunt van zijn macht. Hij stichtte drie orden en ontving van zijn overigens wankelmoedige bondgenoten 14 vreemde ridderorden. Zijn tot vorsten verheven familieleden decoreerden hem met hùn zelfgestichte orden.
- Grootmeester van het Legioen van Eer 1802. Als Grootmeester droeg Napoleon de keten, de ster of "grand aigle" het ridderkruis en het grote kruis aan het rode grootlint.
- Groot Dignitaris (Grand dignitaire) van de Orde van de IJzeren Kroon 1805
- Ridder in de Orde van Sint-Hubertus 1805
- Ridder in de Hoge Orde van de Zwarte Adelaar en Ridder in de Orde van de Rode Adelaar van Pruisen. 1805.
- Lint van de drie Militaire Orden van Portugal. Dat houdt in Grootkruis in de Orde van Christus, Aviz en Santiago. 1805
- Ridder in de Orde van het Gulden Vlies (Spanje) 1805
- Ridder in de Orde van de Gouden Adelaar van Würtemberg 1805
- Grootkruis in de Orde van de Trouw van Baden 1806
- Grootkruis in de Orde van Sint-Jozef van Würzburg  1806
- Ridder in de Orde van Sint-Andreas en daarmee ook in de Orde van Sint-Alexander Nevski en de Orde van Sint-Anna van Rusland. 1806
- Ridder in de Orde van de Ruitenkroon van het Koninkrijk Saksen. 1807
- Grootkruis in de Lodewijksorde van Hessen 1807
- Ridder in de Orde van de Olifant van Denemarken 1808
- Grootcommandeur in de Orde van de Kroon van Westfalen 1809
- Dignitaris in de Orde van de Beide Siciliën. Napels  1809
- Ridder in de Orde van de Serafijnen Zweden 1810
- Grootkruis in de Orde van Sint-Stefanus van Hongarije 1810
- Grootkruis in de Orde van de Unie van het Koninkrijk Holland. 5 april 1810[2]
- Grootkruis in de Leopoldsorde van Oostenrijk. 1810
- Grootmeester van de Orde van de Reünie van Frankrijk. 1811

De Orde van de Unie heeft Napoleon pas aangenomen nadat hij besloten had zijn broer Lodewijk Napoleon af te zetten als Koning van Holland. Napoleon had ernstig bezwaar gemaakt gemaakt toen zijn jongste broer deze ridderorde instelde. Lodewijk Napoleon had bijzonder kostbare en zware gouden versierselen voor zijn broer laten smeden.
De gehele collectie bevond zich, met de kostbare persoonlijke etui van persoonlijke benodigdheden, badkamergarnituur, bestek en servieswerk in een koets die Napoleon tot bij Waterloo had gevolgd. In de massale vlucht van het Franse leger kon de koets met daarin ook goud en diamanten niet worden gered. Alles viel in handen van de Pruisen die de verzameling orden tot aan de Tweede Wereldoorlog in het Tuighuis aan het Unter den Linden in Berlijn hebben tentoongesteld. Sinds de Tweede Wereldoorlog is de collectie, wederom als oorlogsbuit, in Russisch bezit.